# Distrikt Rioja
Der Distrikt Rioja liegt in der Provinz Rioja der Region San Martín im zentralen Norden von Peru. Der Distrikt hat eine Fläche von 209 km². Beim Zensus 2017 lebten 25.865 Einwohner im Distrikt. Im Jahr 1993 lag die Einwohnerzahl bei 18.632, im Jahr 2007 bei 22.290. Die Distrikt- und Provinzverwaltung befindet sich in der 848 m hoch gelegenen Stadt Rioja mit 22.372 Einwohnern (Stand 2017). Rioja liegt 22 km westlich der Regionshauptstadt Moyobamba. Die Nationalstraße 5N von Moyobamba nach Bagua führt durch den Distrikt.

## Geographische Lage
Der Distrikt Rioja befindet sich im Süden der Provinz Rioja. Der Distrikt liegt in einer Beckenlandschaft zwischen der peruanischen Zentralkordillere im Westen und der peruanischen Ostkordillere im Osten. Der Fluss Río Negro, ein Nebenfluss des Río Mayo, fließt entlang der westlichen Distriktgrenze nach Norden.
Der Distrikt Rioja grenzt im Westen an den Distrikt Elías Soplín Vargas, im äußersten Norden an den Distrikt Yuracyacu, im Nordosten an den Distrikt Pósic, im Osten an die Distrikte Calzada und Habana (beide in der Provinz Moyobamba), im Südosten an den Distrikt Yorongos sowie im Südwesten an den Distrikt Vista Alegre (Provinz Rodríguez de Mendoza).